# Mesterholdenes Europa Cup i håndbold 1986-87 (kvinder)
Mesterholdenes Europa Cup i håndbold 1986-87 for kvinder var den 27. udgave af Mesterholdenes Europa Cup i håndbold for kvinder. Turneringen havde deltagelse af 21 hold, som var blevet nationale mestre sæsonen forinden, og blev afviklet som en cupturnering, hvor alle opgørene blev afviklet over to kampe, hvor holdene mødtes både ude og hjemme.
Turneringen blev vundet af de forsvarende mestre Spartak Kijev fra Sovjetunionen, som i finalen over to kampe besejrede Hypobank Südstadt fra Østrig med 50-37. Det var 12. gang i turneringens historie, og tredje sæson i træk, at Spartak Kijev vandt titlen, mens Hypobank Südstadt var i finalen for første gang.
Danmarks repræsentant i turneringen var de danske mestre fra IF Stjernen.

## Resultater

### 1/16-finaler
| Dato   | Dato   | Hjemmehold i 1. kamp | Udehold i 1. kamp | Resultat | Resultat | Resultat |
| 1.kamp | 2.kamp | Hjemmehold i 1. kamp | Udehold i 1. kamp | Samlet   | 1.kamp   | 2.kamp   |
| ------ | ------ | -------------------- | ----------------- | -------- | -------- | -------- |
| 28.9.  | ?      | ISC Amsterdam        | Wakefield Metros  | ?–?      | 40-15    | ?        |
| 28.9.  | ?      | ATV Basel-Stadt 1862 | HBC Bascharage    | ?–?      | 25-14    | ?        |
| 28.9.  | 4.10.  | Stade Français       | BM Iber Valencia  | 43–40    | 23-15    | 20-25    |
| 1.10.  | ?      | Sverresborg IF       | IF Stjernen       | ?–?      | 22-19    | ?        |
| ?      | ?      | Izmir                | Macchi Magnago    | ?–?      | 27-37    | ?        |

### Ottendedelsfinaler
| Dato   | Dato   | Hjemmehold i 1. kamp    | Udehold i 1. kamp | Resultat | Resultat | Resultat |
| 1.kamp | 2.kamp | Hjemmehold i 1. kamp    | Udehold i 1. kamp | Samlet   | 1.kamp   | 2.kamp   |
| ------ | ------ | ----------------------- | ----------------- | -------- | -------- | -------- |
| ?      | ?      | Spartak Kijev           | ?                 | ?–?      | ?        | ?        |
| ?      | ?      | ISC Amsterdam           | ?                 | ?–?      | ?        | ?        |
| ?      | ?      | Ştiinţa Bacău           | ?                 | ?–?      | ?        | ?        |
| ?      | ?      | ASK Vorwärts Frankfurt  | Macchi Magnago    | 75–32    | 37-11    | 38-21    |
| ?      | ?      | RK Radnički             | ?                 | ?–?      | ?        | ?        |
| ?      | ?      | ZVL Prešov              | ?                 | ?–?      | ?        | ?        |
| ?      | ?      | TSV Bayer 04 Leverkusen | ?                 | ?–?      | ?        | ?        |
| ?      | ?      | Hypobank Südstadt       | ?                 | ?–?      | ?        | ?        |

### Kvartfinaler
| Dato   | Dato   | Hjemmehold i 1. kamp    | Udehold i 1. kamp | Resultat | Resultat | Resultat |
| 1.kamp | 2.kamp | Hjemmehold i 1. kamp    | Udehold i 1. kamp | Samlet   | 1.kamp   | 2.kamp   |
| ------ | ------ | ----------------------- | ----------------- | -------- | -------- | -------- |
| ?      | ?      | Spartak Kijev           | ISC Amsterdam     | 63–29    | 35-15    | 28-14    |
| ?      | ?      | ASK Vorwärts Frankfurt  | Ştiinţa Bacău     | 35–39    | 19-15    | 16-24    |
| ?      | ?      | ZVL Prešov              | RK Radnički       | 56–53    | 27-25    | 29-28    |
| ?      | ?      | TSV Bayer 04 Leverkusen | Hypobank Südstadt | 30–40    | 17-19    | 13-21    |

### Semifinaler
| Dato   | Dato   | Hjemmehold i 1. kamp | Udehold i 1. kamp | Resultat | Resultat | Resultat |
| 1.kamp | 2.kamp | Hjemmehold i 1. kamp | Udehold i 1. kamp | Samlet   | 1.kamp   | 2.kamp   |
| ------ | ------ | -------------------- | ----------------- | -------- | -------- | -------- |
| ?      | ?      | Ştiinţa Bacău        | Spartak Kijev     | 41–48    | 17-20    | 24-28    |
| ?      | ?      | ZVL Prešov           | Hypobank Südstadt | 38–48    | 15-22    | 23-26    |

### Finale
| Dato   | Dato   | Hjemmehold i 1. kamp | Udehold i 1. kamp | Resultat | Resultat | Resultat |
| 1.kamp | 2.kamp | Hjemmehold i 1. kamp | Udehold i 1. kamp | Samlet   | 1.kamp   | 2.kamp   |
| ------ | ------ | -------------------- | ----------------- | -------- | -------- | -------- |
| ?      | ?      | Spartak Kijev        | Hypobank Südstadt | 50–37    | 25-17    | 25-20    |